# 橋本政宣
橋本 政宣（はしもと まさのぶ、1943年〈昭和18年〉2月20日 - ）は、日本の歴史学者・神職。東京大学名誉教授、鯖江舟津神社宮司、神社史料研究会代表。

## 経歴
出生から修学期
1943年、福井県鯖江市で生まれた。生家は代々舟津神社の神主を務めていた。國學院大學文学部史学科で学び、1965年に卒業。同大学大学院に進み、1969年に博士課程を中退。
日本史研究者として
その後は東京大学史料編纂所に勤務。のち教授昇格。2003年、学位論文『近世公家社会の研究』を國學院大学に提出して歴史学博士の学位を取得。2003年に東京大学を定年退官した。

## 研究内容・業績
専門は日本近世史で、近世の朝幕関係、神道史を専門とする。

## 家族・親族
- 親族：土肥慶蔵は医学者。実父は越前藩藩医の石渡宗伯だが、母方の叔父・土肥淳朴の養子となっており、そのため親族にあたる。
- 親族：土肥淳一郎も医学者。

## 著作
著書
- 『近世公家社会の研究』吉川弘文館 2002 ISBN　9784642033787

共編著
- 『寛永諸家系図伝 第15』斎木一馬・林亮勝共編、続群書類従完成会 1994
- 『神主と神人の社会史』山本信吉共編、思文閣出版(神社史料研究会叢書) 1998
- 『橘曙覧全歌集』水島直文と編注、岩波文庫 1999
- 『近世武家官位の研究』続群書類従完成会 1999
- 『言継卿記紙背文書 第2』(史料纂集,古文書編 35) 尾上陽介・末柄豊と校訂、続群書類従完成会 2003
- 『神道史大辞典』薗田稔共編、吉川弘文館 2004 ISBN　9784642013406
- 『社家文事の地域史』棚町知彌共編、思文閣出版(神社史料研究会叢書) 2005
- 『公家事典』吉川弘文館 2010 ISBN　9784642014427
- 『後陽成天皇』宮帯出版社 2024
- 『公家事典　新訂版』吉川弘文館 2024 ISBN　9784642014830